# 斜方棋
斜方棋，是流傳於中國的兩人棋類。

## 棋具
- 棋盤為菱形外接一個正方形、內劃斜十字，組成十三個棋點。

- 雙方各執五子，以顏色區分敵我。

## 規則
- 空秤開局，每人輪流放一子於空棋點。放完後方使行棋。

- 棋子皆須需沿線移至鄰近的空棋點。

- 無法移動者輸掉遊戲[1]。